# Cameron Wood
Cameron Wood (* 16. November 2001 in Bozeman, Montana) ist ein US-amerikanischer BMX-Rennfahrer.

## Sportlicher Werdegang
Cameron Woods Mutter schickte ihn angeblich auf die BMX-Bahn, damit er zu Hause und bei den Nachbarn weniger Schaden anrichte. 2018 zog seine Familie nach Arizona, auch um ihm bessere Trainingsmöglichkeiten unter Anleitung des Ex-Weltmeisters Sam Willoughby zu ermöglichen.
2019 nahm Wood erstmals als Junior an BMX-Rennsport-Weltmeisterschaften teil. In der Elite hatte er seine beste WM-Platzierung 2021, als er im Finale stand und Achter wurde. Seine beste Platzierung bei US-Meisterschaften war der dritte Platz 2023. International bedeutende Resultate erzielte er insbesondere im Weltcup 2022 und 2023 mit sechs Podiumsplatzierungen, darunter zwei Siegen, und einem zweiten Platz in der Gesamtwertung 2022. Bei den Panamerika-Spielen 2023 errang er die Silbermedaille. Im olympischen BMX-Rennen 2024 erreichte er das Finale und wurde Fünfter.

## Erfolge
2022
Weltcup-Sieg in Bogotá
2023
 Panamerika-Spiele
Weltcup-Sieg in Santiago del Estero